# Nicolas Groult d'Arcy
Pour les articles homonymes, voir Groult et D'Arcy.
Ne doit pas être confondu avec Jean Nicolas Grou.
L’abbé Nicolas-Joseph Groult d’Arcy, né le 3 septembre 1763 à Montebourg, mort le 18 août 1843 à Vichy, est un éducateur et bienfaiteur français.

## Biographie
Fils de Jacques Groult, employé des Finances et de noble dame Marie-Françoise de la Roche. Son père lui donna, pour le distinguer de son frère et de ses deux sœurs, le nom de la terre d’Arcy qu’il possédait près de Compiègne. Élevé dans sa ville natale chez les Bénédictins de Saint-Maur, il y contracta le gout de l’étude et de la vie régulière. Ses cours terminés, il entra, à l’âge de 21 ans, dans cette Congrégation qui l’envoya au collège d’Autun, où il reçut en 1788, et le même jour, la tonsure, les mineurs et le sous-diaconat ; en 1789, le diaconat et la prêtrise.
Latiniste, il quitta Autun, en 1790 pour aller professer la classe de Seconde dans un collège d’Auxerre. Sous la Révolution, il quitte les Bénédictins, s’enrôle dans l’administration militaire et se marie. Réconcilié et revenu à l’Église sous le Premier Empire, docteur en théologie et professeur de morale en Sorbonne, il fit partie des savants qui survécurent à la Révolution pour rétablir les lettres et les sciences. Distingué en 1803, à l’époque de la restauration des études classiques, par le marquis de Fontanes, il fut nommé principal du collège d’Autun et s’y acquit une réputation de lettré, d’éducateur expérimenté de la jeunesse, de prêtre sévère pour lui-même et plein de charité pour les autres. En 1807, la société libre d’agriculture de cette ville l’admit au nombre de ses membres en même temps que l’évêque d’Autun le faisait chanoine honoraire de son chapitre.
Désireux d’une vie plus calme, plus conforme aux habitudes recueillies de sa jeunesse, il donna, en 1809, sa démission du principalat d'Autun pour se charger de l’éducation particulière des enfants du duc de Montesquiou, vivant honoré dans cette famille, dont il sut utiliser le crédit, la haute position, la pieuse libéralité en faveur d’un grand nombre de personnes d’une naissance distinguée déchues de leur fortune. En 1813, la Sorbonne lui donna la chaire de morale, dont l’enseignement  avait été banni des cours publics. Il refusa le rang de Doyen qui lui fut offert après la mort de l’abbé Burnier-Fontanel, du moins jusqu’en 1838, il remplit sa charge professorale. En 1817, il succédant à Don Marquet à la direction de dirigea l’institut royal des enfans des chevaliers de Saint-Louis, fondé par Louis XVIII à Senlis. En 1821, il transporta cette école à Vaugirard où, sous la dénomination d’Association paternelle des Chevaliers de Saint-Louis, elle fleurit jusqu’en octobre 1827, époque de sa translation à Versailles. Parmi les officiers supérieurs de l’armée et de la marine qui ont été ses élèves, on peut citer les généraux Canrobert et Ladmirault ; les colonels Desmarets, Granchamp, Cendrecourt, de Failly, Massanes. De Tryon, chef de bataillon. Urick, intendant militaire. Delissades, capitaine de frégate. De La Roche-Poncier, ingénieur hydrographe de 1re classe, Amadieu, chef d’une école spéciale, à Versailles, Suzanne, inspecteur des forêts et tant d’autres, formés pour l’École polytechnique, par le savant professeur de mathématiques, Guérard, ami du directeur de l’Association.
Pendant ces dix ans, Don Groult se trouva en relation avec ce que la cour avait de plus brillant et se voua aux œuvres de la charité dans la commune de Vaugirard. Il recueillit par centaines dans sa maison les malades du choléra de 1832 et les fit soigner à domicile par son propre médecin. Là, favorisé par la modicité du loyer, l'abbé Martin de Bervanger commença son établissement, sous les auspices du comte de Noailles. Là, les Dames de Nevers, plus tard religieuses de Picpus, puis les sœurs de la Croix reçurent un abri gratuit, pour fonder l’école qu’il avait à cœur de faire adopter par la commune. Il y distribuait chaque année, des lits, des draps, des matelas, jusqu’à ce qu’il eût épuisé le mobilier du riche pensionnat qu’il avait dirigé et dont il n’avait pas voulu vendre une parcelle, réservant aux pauvres. La liste annuelle et complète des inscrits au bureau de bienfaisance trouvait chez lui chaque hiver, la soupe, le chauffage. Les curés et les vicaires de son temps étaient aussi les dispensateurs continuels de ses charités secrètes. Il destina toute sa fortune à des œuvres pieuses, ne laissant, après sa mort, que de légers témoignages de bienveillance à sa famille.
Éducateur aux idées larges et d’humeur libérale, l’abbé Groult ne vivait pas en parfaite intelligence avec l’Association. Dans un cahier d’observations, daté de février 1824, adressé au Comité général des chevaliers de Saint-Louis, le marquis d’Antichamp, rapporteur, lui reproche de ne pas rendre assez de comptes sur ce qui se passe dans la maison. Il est trop le maitre à la rue de Vaugirard, change trop souvent de professeurs, ne s’inquiète pas suffisamment d’où ils viennent et de leur moralité, et combien peu soignée est l’éducation religieuse, si l’on songe qu’il n’y a pas de prêtre pour dire la messe, pas de confesseur, pas de chapelle à Vaugirard. Le pudibond Marquis rappelle même l’inconvenance de l’abbé Groult qui, à Senlis, ayant eu besoin d’installer six religieuses pour les nécessités du service, n’avait pas voulu qu’une seule fut vieille.
Ayant acquis, en 1820, notamment pour y installer ses élèves, une vaste propriété située entre la rue Blomet et la Grande rue de Vaugirard, il entra au conseil municipal de Vaugirard et au Conseil de fabrique, lotit et découpa une partie de sa propriété, et créa une nouvelle rue dont il fit don à la commune à condition qu’elle porte son nom. Cette rue devient la rue de l'Abbé-Groult.
Mort aux eaux de Vichy, âgé de quatre-vingts ans, dans les bras d’un religieux de l’adoration perpétuelle des saints cœurs de Jésus et de Marie, dont il s’était fait accompagner en prévision de sa mort prochaine, Don Groult, par son testament, laissait une fortune de 250 000 francs environ, donnant ses propriétés de Senlis et de Vaugirard, ses valeurs en portefeuille et son mobilier, à la charge de remplir plusieurs legs en faveur de sa famille, de ses domestiques, de ses amis. Il laissa un tiers d’arpent à prendre dans sa propriété, pour y bâtir l’église Saint-Lambert de Vaugirard, ou bien une somme de 9 000 francs ; de plus, 10 000 francs pour bâtir une maison d’école tenue par des religieuses et 700 francs de rentes perpétuelles pour l’entretien de ladite école. Son corps embaumé fut rapporté à Vaugirard, où il resta plusieurs jours exposé à la foule. Une affluence considérable suivit sa dépouille jusqu’au cimetière de Vaugirard, où elle ne devait, croyait-on, séjourner que peu de temps, le conseil municipal ayant promis de déposer ses restes dans l’église neuve de Saint-Lambert. Placée provisoirement dans le cimetière commun sans honneur, sans inscription, parce qu’on lui réservait une place dans l’église dont on le reconnaissait le fondateur, rien ne fut exécuté de cette promesse, et la sépulture de dom Groult fut abandonnée dans une fosse accessible aux inondations et même ignorée de la plupart des habitants de Vaugirard.